# Kayland
Kayland es una banda de rock proveniente de Guatemala. Surge con un sonido fresco y poco escuchado en la música de ese país. En el año 2014 fueron nominados dos categorías en los premios AMLC.En febrero de 2020 se lanzó a través de las plataformas digitales musicales su último álbum de estudio "Caos".

## Formación y primeros años (2011-presente)
Ellos se describen así: 

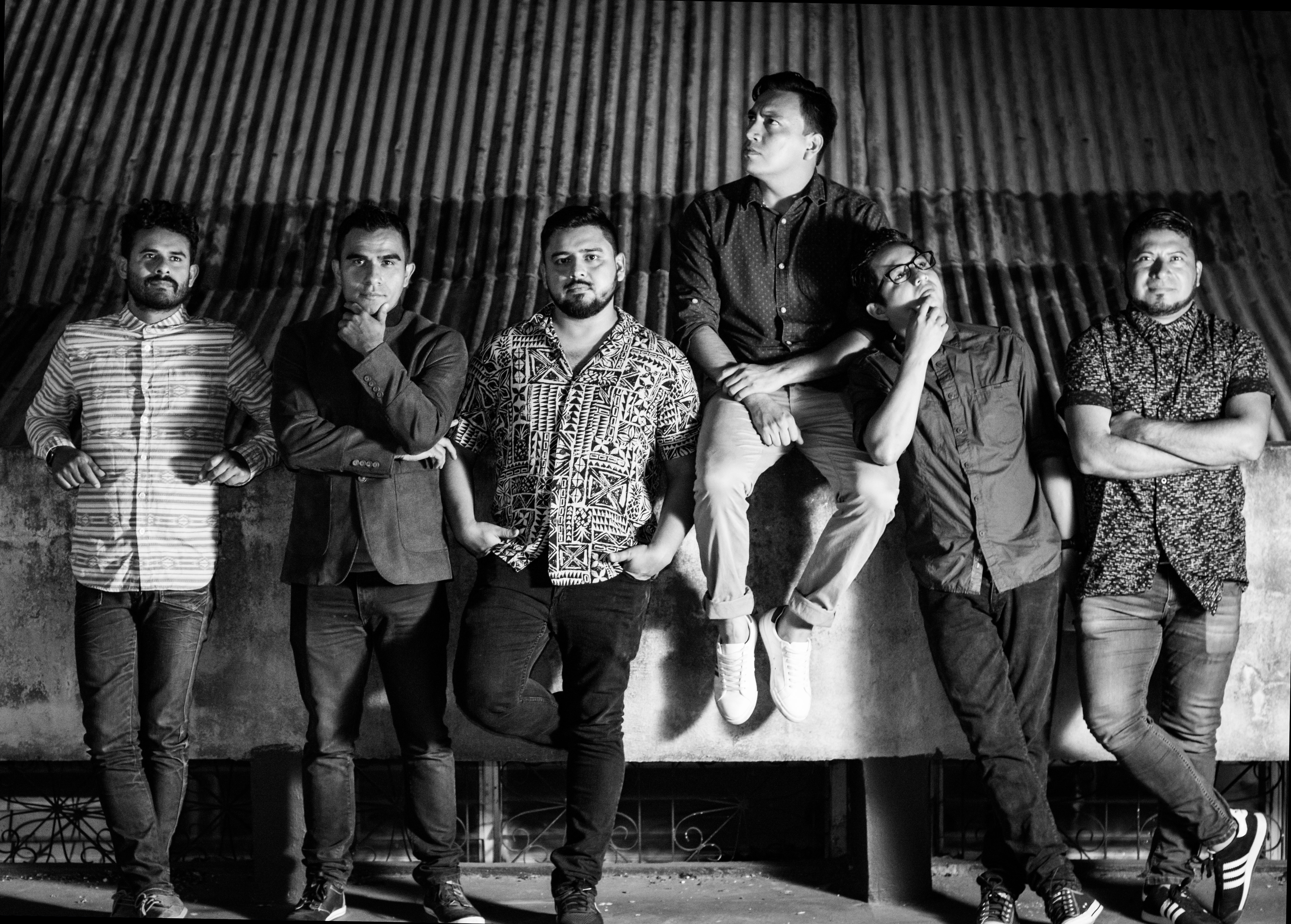
Integrantes de Kayland.

Hace algunos años cada uno de nosotros participábamos en distintas bandas musicales y de diversos géneros. Fue de esta manera como frecuentemente coincidimos en los mismos eventos. Así comenzó a crecer la amistad entre todos. En ocasiones cuando había necesidad de un complemento en alguna de las bandas, sabíamos que podíamos recurrir a alguno de nosotros. 
Con el paso del tiempo nos fuimos dando cuenta que a pesar de los estilos diferentes de hacer música de cada quien, existían inquietudes similares que compartíamos muy a menudo. 
En el año 2011, Omar Ordoñez recibió una llamada de Henry Soler y fue así como se dio la oportunidad de hacer algo juntos. 
Henry siempre había trabajado produciendo música para diferentes artistas de la región, pero esta vez llamó a Omar para hacer algo propio ya que compartían el mismo sentir.
A los días Omar viajó a Santa Elena, que es donde esta el estudio y fue de esta manera como fluyeron las primeras canciones. A los meses ya se tenía una oportunidad de una gira pero no se contaba con músicos, de esta forma fue como hablaron con Abner Rodríguez, Mynor Carías y Esdras EScobar, les compartieron la idea y también les pareció una buena oportunidad para desarrollarse más.
Al regresar de la gira fue que nos dimos cuenta que había nacido algo bueno: 
KAYLAND!
En enero de 2014 se integra a KayLand, Josué Zayas para tocar en la batería. De esta forma queda conformado lo que hasta ahora es KayLand.

## Actualidad
Después del lanzamiento del Álbum "Anormal", se encuentran preparando su segundo "Álbum", se desconoce la fecha de lanzamiento, pero aseguran que están haciendo música que los inspire a seguir adelante en la vida.
El año 2015, fue el despegar y se dio inicio a la gira "Anormal" que dio como consecuencia que la banda viajó algunas ciudades de Guatemala, como: Cobán, Jutiapa, Guatemala.
Se espera que a fin de año 2017, lancen su segunda producción. De ella se sabe que estará: "Tierra Dorada", "Absurdo" y otros temas inéditos.

## Miembros
- Henry Soler – voz, guitarra
- Mynor Carías – bajo
- Omar Ordoñez – guitarra acústica - Pianos
- Abner "Chino" Rodríguez – guitarra
- Josué Zayas - Batería

## Anormal (2014)

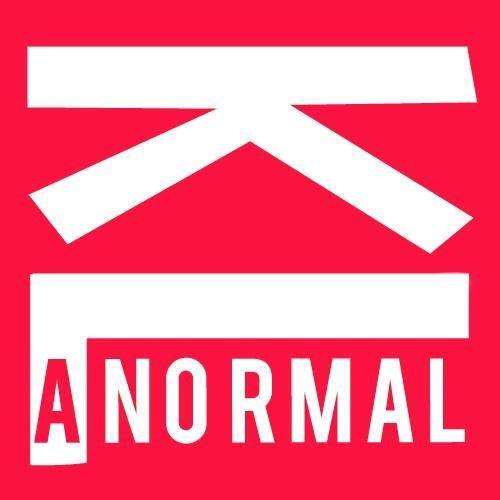
Portada Álbum Digital.

El Álbum fue lanzado en plataforma digital el 8 de mayo de 2014. Teniendo 9 temas inéditos escritos por ellos mismos: 
1. . "Anormal" – 3:59
2. . "Vida" – 3:27
3. . "Quiero Respirar" – 4:22
4. . "Como el Aire" – 3:47
5. . "Débil Corazón" – 3:52
6. . "Gran Corazón" – 4:03
7. . "Volaré" – 4:04
8. . "Cielo" – 4:20
9. . "Lejos de la ciudad" - 4:13

## Discografía
- Anormal(2014)
- Tierra Dorada(2016)
- Absurdo(2018)
- Caos(2020)

## Premios

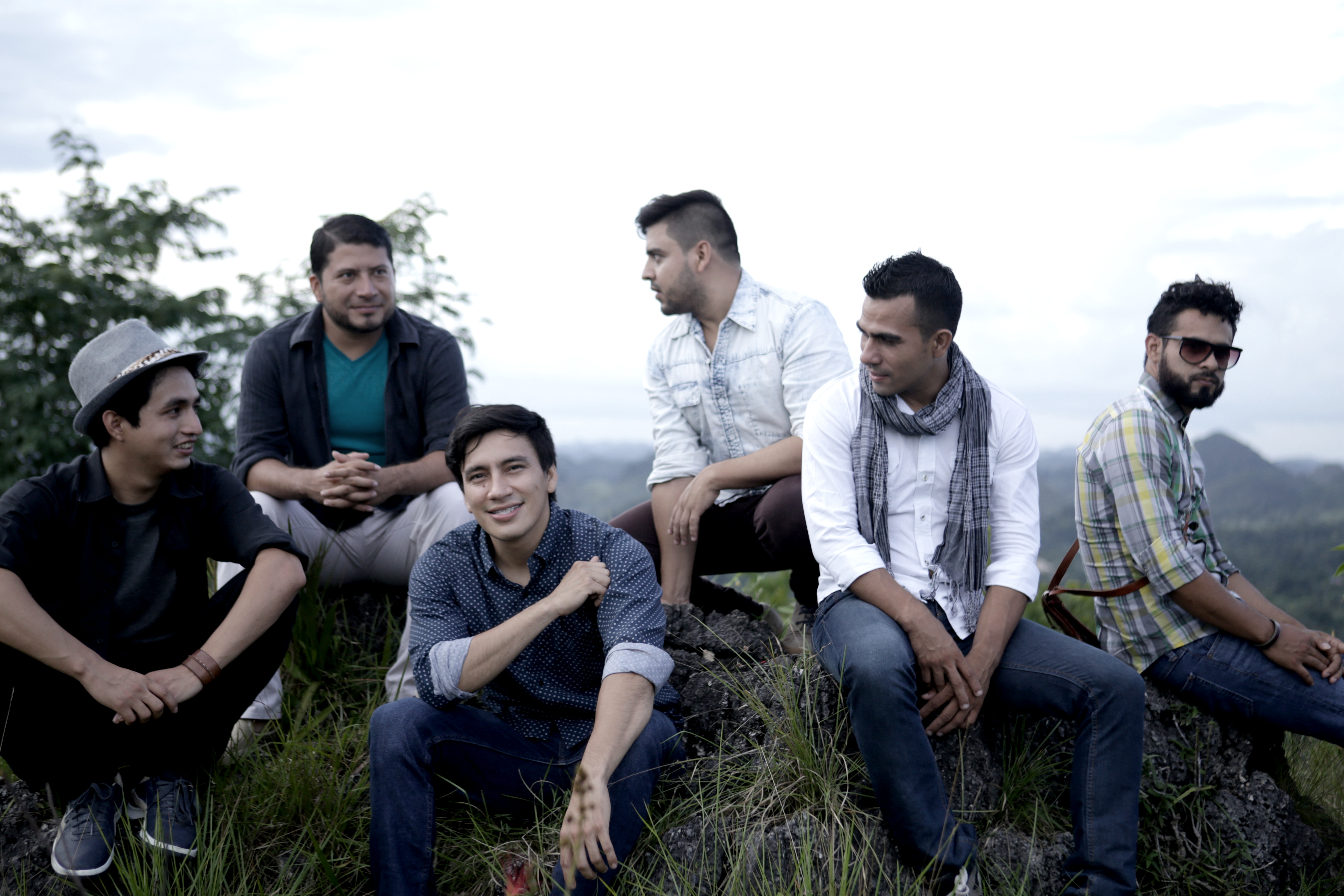
Integrantes de Kayland.

Premios AMCL (Academia Musical Cristiana desde la perspectiva Latina)
Fueron nominados en 2 categorías por los Premios AMCL que son los premios de mayor tradición en la Música Cristiana Hispana, son considerados los premios con mayor concentración musical y cultural debido a que en alberga 70 categorías de música cristiana en más de 60 idiomas.
| Año  | Categoría                          | Nominación | Resultado |
| ---- | ---------------------------------- | ---------- | --------- |
| 2014 | Canción Rock Contemporánea del Año | Anormal    | Nominado  |
| 2014 | Mejor EP del año                   | Anormal    | Nominado  |